# Malcolm Gets
Malcolm Gets (sinh ngày 28 tháng 12 năm 1963) là một diễn viên người Mỹ. Anh được biết đến với vai diễn Richard trong bộ phim sitcom Caroline in the City của truyền hình Mỹ. Gets cũng là một vũ công, ca sĩ, nhà soạn nhạc, nghệ sĩ dương cầm được đào tạo bài bản, đạo diễn thanh nhạc và biên đạo múa. Album solo đầu tiên của anh ra mắt vào năm 2009 từ PS Classics.
Gets được đề cử giải Tony năm 2003 (Diễn xuất xuất sắc nhất của Nam diễn viên chính trong vở nhạc kịch Amour) và được trao giải Obie vào năm 1995.

## Cuộc đời và sự nghiệp
Gets sinh ra ở Waukegan, Illinois, con trai của Lispbeth, một nhà giáo dục và Terence Gets, một nhân viên bán sách giáo khoa đại học. Cả cha và mẹ đều lớn lên ở London, Anh. Anh cùng gia đình chuyển đến New Jersey. Anh sống ở đó cho đến khi anh lên sáu, khi gia đình anh chuyển đến Gainesville, Florida. Anh có một anh trai Erik, một chị gái Alison và một em gái Adrienne.
Bắt đầu học nghệ thuật biểu diễn từ rất sớm. Anh bắt đầu học piano từ năm 9 tuổi. Kỹ năng này đã giúp anh hoàn thành chương trình đại học. Anh bắt đầu học hát năm 14 tuổi. Anh cũng đã nhảy với một studio ở Gainesville khi còn là một thiếu niên.
Bỏ qua hai năm học K-12 và tốt nghiệp trường trung học Buchholz ở Gainesville, Florida ở tuổi 16. Sau đó, anh theo học tại Đại học Florida, nơi anh giành được giải Diễn viên mới xuất sắc nhất về diễn xuất và ở tuổi 24 đã nhận được bằng BFA về Nhà hát (1989). Sau đó, anh đã hoàn thành MFA tại Trường Kịch nghệ Yale.
Gets công khai là người đồng tính vào cuối những năm 1990 và sống với bạn đời của mình.

## Các phim đã tham gia

### Phim truyền hình
| Năm       | Tựa phim             | Vai                | Ghi chú |
| --------- | -------------------- | ------------------ | ------- |
| 1993      | Law & Order          | Lance Keys         |         |
| 1995–1999 | Caroline in the City | Richard Karinsky   |         |
| 1997      | Sparkle Lounge       | Host               | On VH-1 |
| 1997      | Remember WENN        | Carter Dunlap      |         |
| 2008      | Sex and the City     | Building Agent     |         |
| 2012      | The Good Wife        | Dale Lamborn       |         |
| 2012      | Blue Bloods          | Prof. Brian Devlin |         |
| 2019      | Tales of the City    | Dinner party guest |         |

### Phim điện ảnh
| Năm  | Tựa phim                               | Vai                   | Ghi chú |
| ---- | -------------------------------------- | --------------------- | ------- |
| 1984 | A Flash of Green                       | Jigger Loesser        |         |
| 1994 | Mrs. Parker and the Vicious Circle     | F. Scott Fitzgerald   |         |
| 2001 | Thirteen Conversations About One Thing | The Architect         |         |
| 2002 | Love in the Time of Money              | Robert Walker         |         |
| 2005 | Adam & Steve                           | Steve                 |         |
| 2005 | Little Boy Blues                       | Michael               |         |
| 2008 | Grey Gardens                           | George "Gould" Strong |         |

## Nhà hát
Công việc đã chọn
- Amadeus (1983)
- Cloud Nine (1984)
- Little Shop of Horrors vai  Seymour (1986)
- As Is (1987)

### Broadway
- The Molière Comedies vai Valère (1995)
- Dreamgirls vai Film Executive (2001)
- Amour vai Dusoleil (2002)
- Passion vai Colonel Ricci  (2004)
- The Story of My Life vai Alvin (2009)

Gets đã được đề cử giải Tony cho Diễn xuất xuất sắc nhất của Nam diễn viên chính trong Nhạc kịch vào năm 2003 cho tác phẩm của anh trong Amour.

### Off-Broadway
- Merrily We Roll Along vai Franklin Shepard (1994 ở York Theatre)
- Hello Again vai The Writer (1994 ở Lincoln Center)
- A New Brain vai Gordon Michael Schwinn (1998 ở Lincoln Center)
- Boys and Girls vai Jake (2002 ở The Duke, 42nd Street)
- Vigil by [Morris Panych] vai Kemp (2009 ở DR2 Theatre)[6][7]
- Banished Children of Eve vai Stephen Collins Foster (2010 ở Irish Repertory Theatre)[8]

Gets đã được trao giải Obie cho tác phẩm của anh trong Merrily We Roll Along và The Two Gentlemen of Verona năm 1995.

### Những lần xuất hiện khác
- The Colorado Catechism bởi Vincent J. Cardinal vai TY (năm 1990 ra mắt tại Yale School of Drama)
- The Boys from Syracuse Âm nhạc bởi Richard Rodgers. Lời bởi Lorenz Hart. New Book bởi Nicky Silver. Dựa trên sách gốc của George Abbott. vai Antipholus of Ephesus (1997 tại City Center)
- Edward II  bởi Christopher Marlowe (2000 at American Conservatory Theater in San Francisco, California)
- Finian's Rainbow với nhạc của Burton Lane và lời của EY Harburg vai Og
  - 1997 tại Freud Playhouse trong khuôn viên của UCLA
  - 2004 Irish Repertory Theatre
  - 2005 tại Westport Country Playhouse ở Connecticut
- Camelot tại Hollywood Bowl vai Mordred (2005)
- Party Come Here tại Williamstown Theatre Festival vai Orlando (2007)[9]

## Âm nhạc
Soundtracks
- Barbara Cook Sings Mostly Sondheim (2001) - đĩa đơn và song ca được ghi với Barbara Cook, như là "Into the Woods" và "Not While I'm Around".
- Grey Gardens (2009) - hai bản song ca được ghi lại với Jessica Lange, như là "I Won't Dance" và "We Belong Together".